# 啓碁科技
啓碁科技股份有限公司（WNC）は、衛星放送屋外ユニット、衛星ラジオ受信機、ネットワーク機器、4G携帯端末、small cell、STB、デジタルホーム製品、車載電子機器、IoT製品、RFID・NFCソリューション、最先端の各種アンテナ製品と優れたODM/JDMサービスを提供する台湾の公開会社である。

## 概要
台湾Wistron NeWeb Corporation (以下WNC) は1996年に設立され、通信製品の設計、研究開発及び製造を通して、高品質なODM/JDMサービスを提供する企業です。弊社は、RFアンテナ・ソフトウェア・ハードウェア・機構設計、システム統合、インターフェース開発、製品試験、認証、製造において、幅広い能力をもっています。
また、核となるアンテナ及びRFの技術力をホーム、モバイル、オートモーティブ、企業向け製品等幅広い製品群に応用し、競合他社との差別化を図るとともに、近年では、IoT通信技術、4Gモバイル通信技術、車載テレマティクス、スマートホームアプリケーションといった製品ラインの研究開発にも力を注ぎ、市場のトレンドに沿った、業界をリードする最先端通信機器を提供しています。
WNCは、卓越した研究開発力と世界的企業との密接な連携を通して、製品コンセプトから量産に至るまで、全面的なパートナーシップの下に製品開発に取り組み、優れたトータルソリューションをお客様に提供します。そして、製品のよりいっそうのレベルアップを追求するという信念の下、ユーザーフレンドリーな通信製品を提供し、メーカーやシステムオペレーター、コンテンツプロバイダーの最良のビジネスパートナーであり続けます。

### 台湾本社
事務所・工場所在地
- 台湾新竹県新竹科学園区園区二路20号(〒308)
- 電話（代表） : +886-3-6667799
- ファックス : +886-3-6667711

### 米国支社
- 1525 McCarthy Blvd, Suite 206, Milpitas, CA 95035, U.S.A.
- 電話（代表） : +1-408-457-6800
- ファックス :  +1-408-457-6789

## 緯創集団
緯創集団 (en:Wistron Group) 企業。
- Communications : WNC (Wistron NeWeb Corp.) : 啓碁科技（股）有限公司
- PC, Server / IA : Wistron (Wistron Corporation)
- Components & Solutions : AnexTEK (GLOBAL INC.) : 新碁科技（股）有限公司 (en:Anextek)
- PC, Server / IA, Components & Solutions : AOpen : 建碁（股）有限公司
- Software : Wistron (Wistron ITS) : 緯創軟體（股）有限公司
- Software : Wistron (緯晶光電) : 緯晶光電（股）有限公司
- Software : PLAYCOO : 玩酷科技（股）有限公司